# Osvald de Northúmbria
Osvald o Oswald (c. 604 - c. 642) va ser un sobirà dels regnes de Bernícia i Deira que, unificats, van formar el regne de Northúmbria. Va ser un dels reis més importants de la Britànnia del seu moment. Osvald és venerat com a sant a l'Església catòlica, perquè era un rei cristià i va ser mort en batalla pel rei pagà de Mèrcia.

## Vida
Era fill d'Etelfred de Bernícia, que havia unit per primer cop Bernícia i Deira al voltant del 604, donant lloc al regne de Northúmbria, i d'Acha, filla del rei Aella de Deira. El seu pare havia estat derrotat i mort en batalla al 616 per Rædwald, rei de l'Ànglia Oriental. El tron de Bernícia i Deira havia estat donat a Edwin de Northúmbria, fill del rei Aella i, per tant, oncle d'Osvald, que havia fugit al nord amb els seus germans, al regne de Dalriada.
A Dalriade s'havia convertit al cristianisme per influx dels monjos de l'abadia d'Iona. Quan Edwin va ser vençut el 633 per Cadwallon ap Cadfan, rei de Gwynedd, i Penda, rei de Mèrcia, en la batalla de Hatfield Chase, el germà gran d'Osvald, Eanfrith de Bernícia, pujà al tron.
- Altar major de Sankt Oswald ob Eibiswald (Estíria), 1764, amb el sant com a patró dels ramats.
- Conversió del rei, a l'altar de la parròquia de Saint Oswald, obra de Joseph Kepplinger, 1894.
- Fresc a l'església de Sankt Oswald (Otterswang, Alemanya), amb el rei Osvald traduint el sermó d'Aidan a l'anglosaxó, obra d'Andreas Meinrad von Ow, 1778.

## Regnat
L'any següent, Eanfrith fou mort a traïció pel rei Cadwallon; llavors Osvald, amb l'ajut dels pictes i dels escots, va enfrontar-se a Cadwallon en la batalla de Heavenfield, on aquest últim va morir. Beda el Venerable, en la Historia ecclesiastica gentis Anglorum, narra que abans de la batalla, Osvald havia erigit una creu de fusta, davant la qual va pregar per la victòria i va demanar als seus soldats que se li unissin.

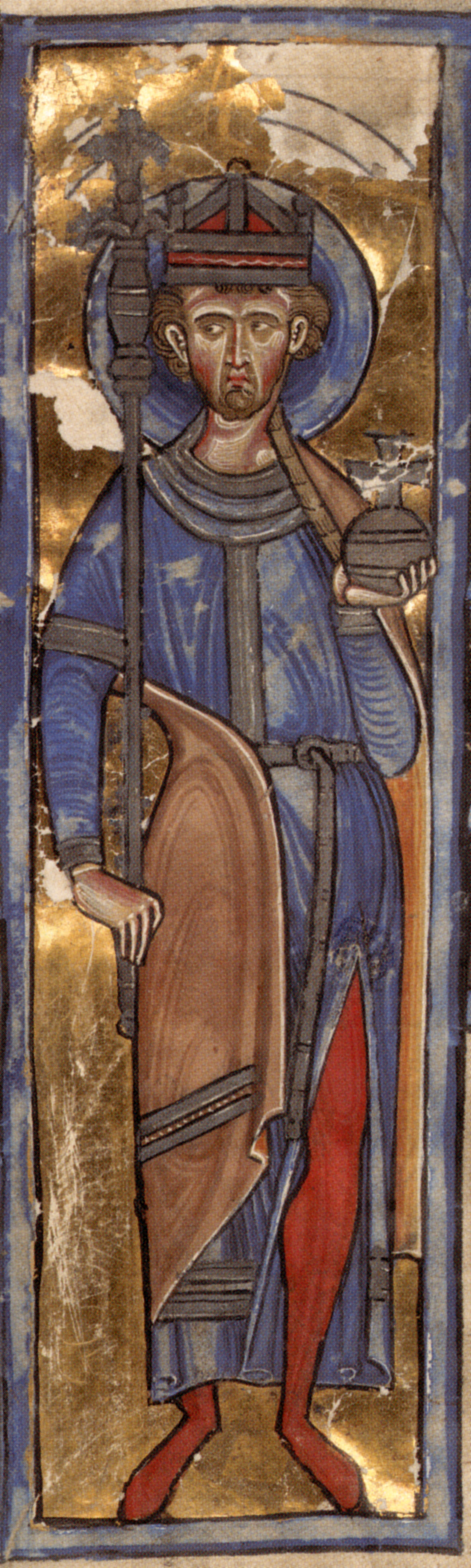
Miniatura, ca. 1220 (Nova York, New York Public Library, Ms. Spencer 1)

Després de la batalla, Osvald pujà al tron de Deira i Bernícia, novament unificades en Northúmbria. Beda diu que Osvald estava dotat d'imperium i afirma que el seu regnat va durar vuit anys, mentre que la Crònica anglosaxona en parla com bretwalda, és a dir, cap suprem dels anglosaxons. Segons Beda, el seu domini s'estenia sobre els anglosaxons, britons, escots i pictes, és a dir, tota la Britànnia (en altres parts, però, Beda afirma que va ser el seu germà Oswiu de Northúmbria qui imposà un tribut als pictes).
Sembla que Osvald havia dominat també el Regne de Lindsey. Els annals irlandesos narren un setge d'Edimburg el 638, la qual cosa fa suposar que va ser Osvald el conqueridor del regne de Gododdin, la capital del qual era Edimburg. Va tenir bones relacions amb el regne de Wessex i va maridar una filla del seu rei Cynegils, de qui havia estat testimoni del bateig.
Osvald va contribuir decisivament a la difusió del cristianisme al territori i va donar l'illa de Lindisfarne a sant Aidan, que hi fundà un monestir.
No han quedat clars quines relacions va tenir amb el regne de Mèrcia: Penda havia contribuït a la derrota del rei Edwin i havia assassinat el seu fill Eadfrith, eliminant un prentendent al tron inconvenient per a Oswald. D'altra banda, sembla que Osvald havia tingut alguna mena de domini sobre la Mèrcia.

## Derrota i mort
El 642 o el 644, Osvald va ser mort per Penda a la batalla de Maserfield, localitat identificada amb l'actual Oswestry i que llavors formava part del regne de Powys, aliat de Mèrcia. També hi va morir el germà de Penda, Eowa, que podria haver regnat a Mèrcia amb el seu germà. Osvald va ser succeït pel seu germà Oswiu de Northúmbria.

## Veneració
Beda explica alguns episodis sobre la vida d'Osvald i alguns miracles que se li atribuïren un cop mort. El seu culte es va estendre a l'Europa continental. Les restes d'Osvald van ser soterrades a l'abadia de Bardney a Lindsey i el 909 van ser traslladades a Gloucester. El cap va guardar-se al monestir de Lindisfarne, on va ser enterrat amb les restes de sant Cuthbert de Lindisfarne, bisbe local. D'aquí va venir una associació entre els dos sants en el culte, tot i que no havien tingut cap relació en vida. Les relíquies de tots dos van ser a diferents llocs, fins que s'instal·laren a la catedral de Durham. Es diu que un braç es conserva a la catedral de Peterborough. La seva festivitat és el 5 d'agost.
- L'abadia de Lindisfarne va hostatjar les relíquies del rei
- Ruines del priorat de Saint Oswald a Gloucester, on van traslladar-se el cos del rei en 909
- Catedral de Durham, amb les relíquies del cap del sant